# 外貝倫巴特科格爾山

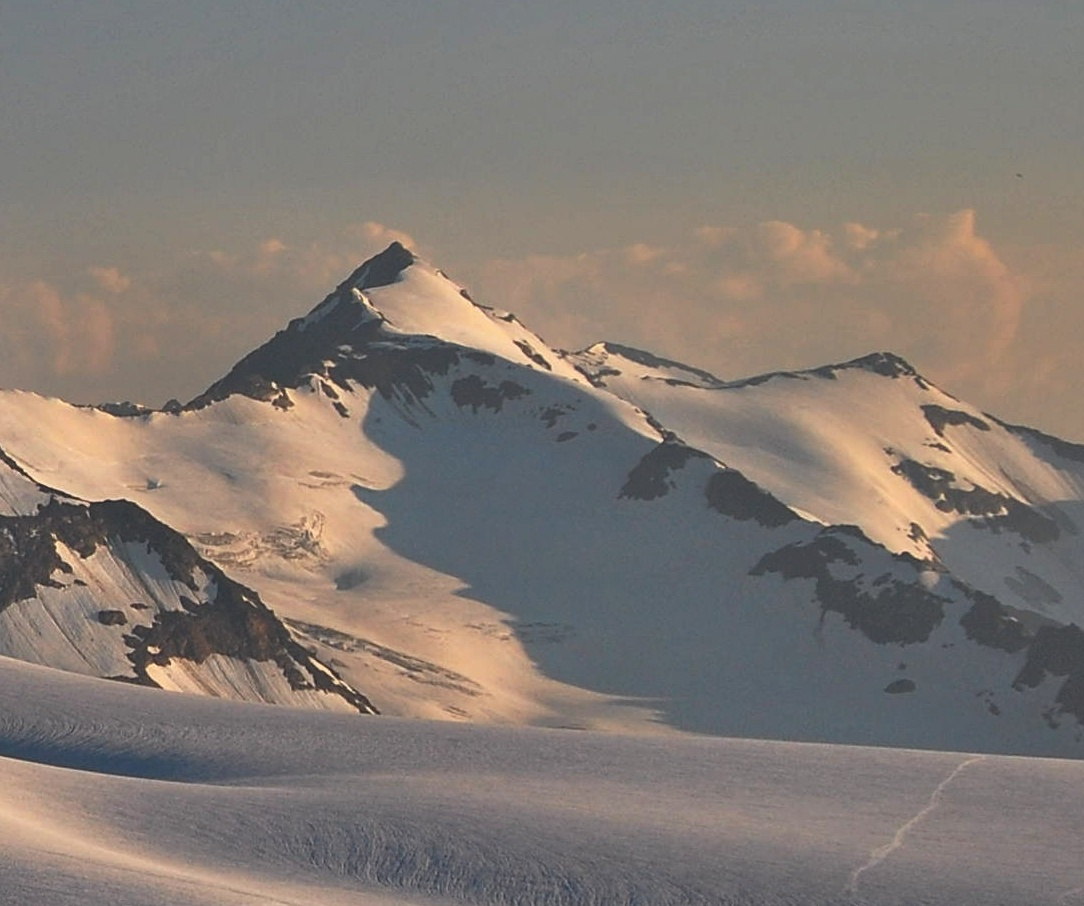

46°47′47″N 10°41′57″E / 46.796312°N 10.699297°E
外貝倫巴特科格爾山（義大利語：Cima Barba d'Orsa di Fuori），是意大利的山峰，位於該國東北部，由博爾扎諾-南蒂羅爾自治省負責管轄，屬於奧茨塔爾阿爾卑斯山脈的一部分，海拔高度3,473米，人類在1909年9月首次登頂。